# Z/VSE
z/VSE（ゼットブイエスイー、英語: z/Virtual System Environment）は、IBMが2005年から発売したメインフレーム用のオペレーティングシステム (OS) の1つ。略称はDOSやVSEなど。1964年に誕生したSystem/360用のDOS/360や、その後継のDOS/VS、DOS/VSE、VSE/ESAなどの更に後継だが、2022年8月に最終バージョンのV6.2の2023年9月のサポート終了が発表された。

## 名称
z/VSEは、z/Architectureに対応したVSEである。起源であるDOS/360からの一連の製品を含め、単に「DOS」または「VSE」と呼ばれる事が多い。初期の名称「DOS」はディスクオペレーティングシステムを意味し、1980年代以降のPC DOSやMS-DOSとは無関係である。

## 概要
IBMメインフレームの中規模システム用OSであり、信頼性・可用性・保守性 (RAS) が高いとされ、製造・金融・流通・運輸などの中規模システムなどで使用されている。
z/ArchitectureをサポートするIBMメインフレーム（eServer zSeries、IBM System zなど）で稼動する。V4まではz/VSE自体の64ビットサポートは限定的であり、実アドレッシングは64ビットで、アプリケーションから見た仮想アドレッシングは31ビットアドレッシングだが、V5.1 で64ビット仮想アドレッシングがサポートされた。z/VSEは、System zの物理区画（PPAR）や論理区画（LPAR）の他、z/VMのゲストOSとしても稼動できる。
同じIBMメインフレーム専用OSでも、z/OSやz/VMとは別物である。しかし起源であるDOS/360は、OS/360（z/OSの起源）と同時期に開発され、VSE/ESAではMVSとの親和性も向上されたため、共通点は多い。z/VSEはz/OSの弟分ともいえる。z/OSと比較して全体がコンパクトなため、少ないリソース（プロセッサ、メモリ、ディスク装置、更には設定すべき項目、管理者）で信頼性の高いトランザクション処理システムやデータベースシステムを構築する事が可能である。なお「IBMがVSEを中止してz/OSに一本化するのではないか」という観測は昔からあるが、実際は継続されている。ただしハードウェアやミドルウェアなどの移植は、z/OSより範囲は少なく、時期も遅い場合が多い。このため主流とは言いがたい。

## 歴史
- 1966年 DOS/360（System/360用の中規模用OSとして登場）
- 1972年 DOS/VS（System/370の仮想記憶に対応）
- 1979年 DOS/VSE（IBM 4300シリーズで登場、プログラムの稼働できる区画は最大12区画）
- 1980年代 VSE/SPに改名 （1987年の VSE/SP V3で基本部分が完成されたとされる）
- 1991年 VSE/ESA（ESA/370に対応、31ビットアドレッシング対応、MVSとの親和性、動的区画対応）
- 2005年 z/VSE（z/Architectureに対応、最大稼働VSEタスクは255）
- 2008年8月 z/VSE V4.2発表・出荷　（最大稼働VSEタスクは512）
- 2010年10月 z/VSE V4.3発表（仮想ストレージの制約緩和など）[3]
- 2011年11月 z/VSE V5.1発表（64ビット仮想アドレッシング・サポートなど）[4]
- 2015年10月 z/VSE V6.1発表 [5]
- 2017年4月 z/VSE V6.2発表 [6]

## 構成
z/VSEの主なコンポーネントには以下がある。
- VSE/POWER（ジョブ制御システム）
- VTAM（通信）
- TCP/IP（通信）
- ICCF（タイムシェアリング）

z/VSEをサポートする主なミドルウェアには以下がある。
- CICS Transaction Server for VSE
- DB2 for VSE
- DL/I for VSE

なお以下のミドルウェアはVSE上では稼動しないため、System zの別の論理区画 (LPAR) などでLinux上で稼動させ連携する。
- WebSphere Application Server

## 比較

### z/OSとの共通点
- System/360以来の互換性を持ち、z/ArchitectureをサポートするIBMメインフレーム上で稼動する
- ネイティブの文字コードはEBCDIC
- SNAの標準サポート
- COBOL、PL/I、C言語0などのプログラミング言語をサポート

### z/OSとの相違点
- OS自体がコンパクト（サブシステム数、管理すべき項目、必要なハードウェア資源など）
- 多重仮想空間は限定的（静的区画、動的区画）
- V5.1までは64ビット仮想アドレッシングをサポートしなかった
- OSコマンドやジョブ制御言語（VSEではJCSと呼ぶ）の機能・構文が異なる

## 参照
1. ↑  5686-VS6 - IBM Software Support Lifecycle
2. ↑  Software withdrawal and support discontinuance: Select IBM zSystems platform programs - Some replacements available
3. ↑  IBM z/VSE V4.3の発表 - 日本IBM
4. ↑  IBM z/VSE V5.1 の発表 - 日本IBM
5. ↑  IBM z/VSE V6.1 extends online capabilities, connectivity, and security
6. ↑  プレビュー: IBM z/VSE V6.2